# Iganga
Iganga  este un oraș  în  Uganda. Este reședinta  districtului Iganga.